# Odorrana anlungensis
Odorrana anlungensis es una especie de anfibio anuro de la familia Ranidae.

## Distribución geográfica
Esta especie es endémica de la provincia de Guizhou, en el sureste de la República Popular China. Habita en la montaña Longtou en el condado de Anlong, prefectura de Qianxinan, entre los 1480 y 1550 m de altitud.

## Etimología
Su nombre de especie, compuesto de anlung y el sufijo latín -ensis, significa "que vive en, que habita", y le fue dado en referencia al lugar de su descubrimiento, el condado de Anlong. 

## Publicación original
- Hu, Zhao & Liu, 1973 : A survey of amphibians and reptiles in Kweichow province, including a herpetofaunal analysis. Acta Zoológica Sinica, Beijing, vol. 19, p. 149-181.[5]